# Zoja Kosmodemjanskaja
Zoja Anatoljevna Kosmodemjanskaja (rus.: Зо́я Анато́льевна Космодемья́нская), (Osino-Gaj, 13. rujna 1923. – Petriščevo, 29. studenog 1941.), sovjetska partizanka i „heroj Sovjetskog Saveza”.

## Životopis
Rođena je 8. rujna 1923. godine u selu Osin-Gaj u Gavrilovskom kraju u Tambovskoj oblasti. Zojin otac Antolij, koji je u mladosti studirao teologiju, radio je kao bibliotekar, a majka Ljubova Čurikova bila je učiteljica. Prezime Kosmodemjanskaja dolazi od imena sv. Kuzme i Damjana. Od 17. stoljeća, Zojini preci bili su svećenici Ruske pravoslavne Crkve. 
Zojina obitelj se 1930. godine preselila u Moskvu.
U tijeku školovanja, Zoja je planirala studirati Književnom institutu u Moskvi, ali je početak Drugog svjetskog rata, u lipnju 1941. godine, promijenio njene planove. Kao članica Komsomola od 1938. godine, Zoja se u listopadu 1941. godine dobrovoljno prijavila u partizanske jedinice. Zajedno s još 2,000 komsomolaca-dobrovoljaca, dodijeljena je Partizanskom odredu „9903“ stožera Zapadne bojišnice (Rusi su Istočnu bojišnicu u Drugom svjetskom ratu nazivali Zapadni).
Zoja je postala borac diverzant-izviđač. Partizanska jedinica u koju je stupila, vršila je diverzije (miniranje puteva, presijecanje komunikacija i dr.) na okupiranom području Sovjetskog Saveza.
Dobrovoljno se prijavila u grupu, koja je imala zadatak izvesti diverziju na neprijateljske položaje u selu Petriščevu, u Moskovskoj oblasti. Dana 27. studenog 1941. godine, Boris Krainov, Vasilij Klubkov i Zoja zapalili su tri kuće u Petriščevu, gdje su bili smješteni njemački časnici i vojnici. 
Pošto se nisu okupili na dogovorenom mjestu u određeno vrijeme, Boris Krainov se vratio. Zoja se, iako je Vasilij Klubkov bio uhvaćen od Nijemaca, vratila u selo i nastavila paliti. U noći 28. studenog, jedan mještanij, koji je od Nijemaca bio zadužen za čuvanje straže, primijetio je Zoju i prijavio je Nijemcima, koji su je uhitili. Za vrijeme ispitivanja Zoja nije htjela govoriti, a Nijemci su joj dali ime Tanja. Kako bi je natjerali da progovori i da saznaju o drugim partizanima iz Zojine grupe, skinuli su je u donje rublje i izveli van na hladnoću. Obješena je 29. studenog 1941. godine u Petriščevu.
Poslije pogibije Zoje Kosmodemjanskaje, u listu „Pravda“ izašao je članak „Tanja“ koji je govorio o njenom hrabrom držanju na vješalima. Nešto kasnije, u istim novinama izašao je članak „Tko je Tanja“ u kojem je otkriven pravi indentitet osobe i utvrđeno, da se radi o Zoji Kosmodemjanskoj. 
Ukazom Prezidijuma Vrhovnog sovjeta SSSR-a, Zoja Kosmodemjanskaja je 16. veljače 1942. godine posmrtno proglašena za „Heroja Sovjetskog Saveza”. Bilo je ovo prvo proglašenje jedne žene za Heroja Sovjetskog Saveza, za zasluge tijekom Velikog domovinskog rata. 
U Sovjetskom Savezu, Zoja Kosmodemjanskaja je predstavljala jednu od ikona heroizma sovjetskog naroda tijekom Drugog svjetskog rata. O njoj su napisane brojne knjige, snimljeni filmovi, podignuti mnogobrojni spomenici i otvoreni muzeji. Njeni posmrtni ostaci preneseni su na groblje Novodevičje u Moskvi i sahranjeni u Aleji heroja.